# Vale of Glamorgan
Vale of Glamorgan (Welsh: Bro Morgannwg) is een unitaire autoriteit in het zuiden van Wales, gelegen aan het Kanaal van Bristol, in het ceremoniële behouden graafschap South Glamorgan en het historische graafschap Glamorgan. De county borough heeft 132.000 inwoners.

## Plaatsen
- Barry (hoofdstad)
- Cowbridge
- Penarth

Graafschappen: Anglesey · Carmarthenshire · Ceredigion · Denbighshire · Flintshire · Gwynedd · Monmouthshire · Pembrokeshire · Powys
County boroughs: Blaenau Gwent · Bridgend · Caerphilly · Conwy · Merthyr Tydfil · Neath Port Talbot · Rhondda Cynon Taf · Torfaen · Vale of Glamorgan · Wrexham
Steden: Cardiff · Newport · Swansea
Zie ook: behouden graafschappen (preserved counties) en de historische graafschappen